# Slag bij Yellow Tavern

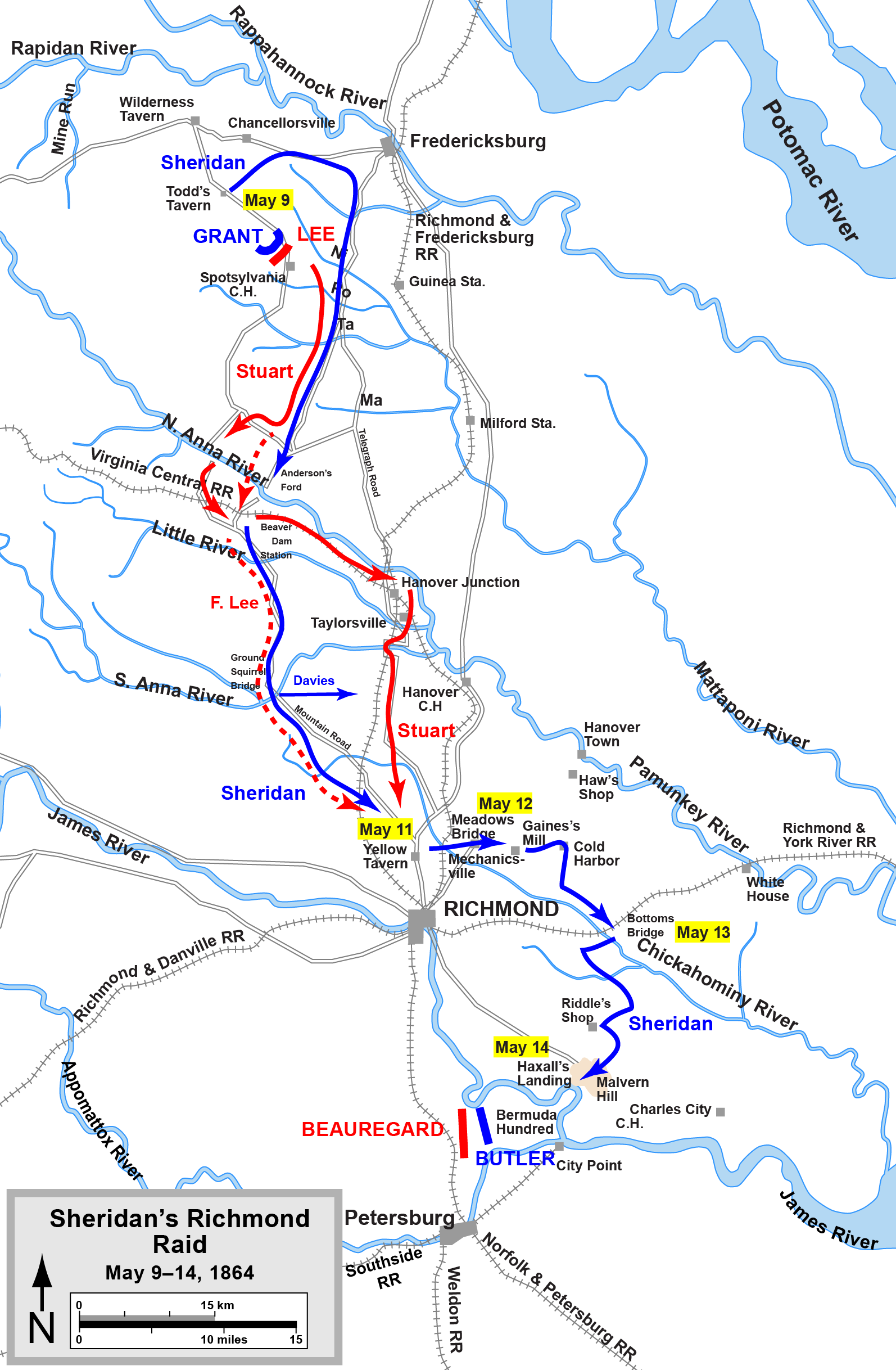
Sheridans Richmond Raid waaronder de slagen bij Yellow Tavern en Meadow Bridge

De Slag bij Yellow Tavern vond plaats op 11 mei 1864 in Henrico County Virginia als deel van de Overland-veldtocht tijdens de Amerikaanse Burgeroorlog. De Noordelijke cavalerie, aangevoerd door generaal-majoor Philip Sheridan werd gedetacheerd van het Army of the Potomac om een raid uit te voeren tegen Richmond, Virginia om de Zuidelijke cavalerie, onder leiding van de legendarische generaal-majoor J.E.B. Stuart weg te lokken. De Zuidelijke strijdmacht had te weinig manschappen en kanonnen. Terwijl Stuart zijn soldaten hergroepeerde, raakte hij dodelijk gewond. Hij overleed de volgende dag.

## Achtergrond
De overland-veldtocht was een Noordelijke offensief onder leiding van luitenant-generaal Ulysses S. Grant tegen het Zuidelijke Army of Northern Virginia onder leiding van generaal Robert E. Lee met als bedoeling deze laatste een vernietigende slag toe te brengen om hiermee een einde aan het conflict te forceren. Na twee onbesliste maar bloedige slagen, namelijk de Slag in de Wildernis en de Slag bij Spotsylvania Court House, had Grant zijn doel nog niet bereikt.
Tot dit moment was de Noordelijke cavalerie, onder leiding van generaal-majoor Philip Sheridan, toegevoegd aan het Army of the Potomac van generaal-majoor George G. Meade die op zijn beurt onder Grant stond. Meade had de cavalerie op de klassieke manier ingezet. Dit hielden verkenningsopdrachten en het afschermen van de eigen manoeuvres in. Sheridan vond deze taak onvoldoende. Hij wilde zijn cavalerie inzetten om langsheen de vijandelijke flanken te trekken om de vijand in het hinterland aan te vallen. Op 8 mei 1864 negeerde Sheridan Grant en vertelde rechtstreeks aan Grant dat zijn cavalerie perfect als een onafhankelijke strijdmacht kon ingezet worden en de Zuidelijke cavalerie onder J.E.B. Stuart kon decimeren. Zo zouden de ogen en oren van het Zuidelijke leger vernietigd worden. Grant was geïntrigeerd en kon Meade overtuigen van het nut van Sheridans voorstel.
Op 9 mei vertrok de 10.000 man sterke troepenmacht en 32 stukken artillerie in zuidoostelijke richting om achter Lees leger te geraken. Ze hadden drie opdrachten. Ten eerste dienden ze de bevoorradingslijnen van Lee aan te vallen. Ten tweede moest de vijandelijke hoofdstad Richmond bedreigd worden en ten derde, en misschien de belangrijkste, diende Stuart verslagen te worden.
De Noordelijke colonne, die soms 21 km lang was, bereikte die avond de Zuidelijke bevoorradingspost bij Beaver Dam Station. De Zuidelijken hadden reeds de nodige voorraden meegenomen en het vaste materieel zo veel mogelijk vernield voor de Noordelijken arriveerden. Toch slaagde Sheridan erin om toch nog verschillende wagons, 6 locomotieven en honderden meters aan telegraaflijnen vernietigen. Ook bevrijdde hij 400 Noordelijke krijgsgevangenen.

## De slag
Toen Stuart op de hoogte gesteld werd van de bewegingen van Sheridan, probeerde hij zijn 4.500 sterke legermacht tussen Sheridan en Richmond te manoeuvreren. De twee strijdmachten botsten rond de middag van de 11de mei op elkaar op bij Yellow Tavern op ongeveer 10 km ten noorden van Richmond. Naast een numeriek overwicht van 3 tegen 1, hadden de Noordelijken ook betere vuurwapens en meer kanonnen. Toch boden de Zuidelijken gedurende 3 uur hevig verzet vanaf een lage heuvelrug langs de weg naar Richmond. Een tegenaanval van de 1st Virginia Cavalry dreven de aanstormende Noordelijken terug terwijl Stuart te paard gezeten zijn manschappen aanmoedigde. Terwijl de 5th Michigan Cavalry terugtrok, vuurde de 48 jaar oude soldaat John A. Huff, een voormalig scherpschutter, een kogel af op Stuart die slechts 20 meter verder stond. De volgende dag overleed Stuart aan zijn verwondingen. Generaal-majoor Fitzhugh Lee nam het bevel op zich. De strijd woedde nog meer dan een uur verder.

## Gevolgen
De Noordelijken verloren 625 soldaten. Ze namen weliswaar 300 Zuidelijken gevangen en de dagen ervoor 400 medesoldaten bevrijd uit gevangenschap. Sheridan staakte de aanval en trok verder in zuidelijke richting naar Richmond. Hoewel hij door de zwakke verdedigingsgordel van Richmond wilde breken, trok hij toch verder en stak de Chickahominy over. Daar sloot hij zich aan bij het leger van generaal-majoor Benjamin Butler. Na de nodige rust en bevoorrading vertrok Sheridan opnieuw om aansluiting te vinden bij Grants leger op 24 mei. Hoewel Sheridan een overwinning had geboekt op de Zuidelijken, had zijn raid niet veel opgebracht. Stuart was uitgeschakeld waardoor Lee een van zijn beste generaals verloor.

## Aanbevolen lectuur
- Grimsley, Mark. And Keep Moving On: The Virginia Campaign, May-June 1864. Lincoln: University of Nebraska Press, 2002. ISBN 0-8032-2162-2.
- Trudeau, Noah Andre. Bloody Roads South: The Wilderness to Cold Harbor, May-June 1864. Boston: Little, Brown & Co., 1989. ISBN 978-0-316-85326-2.
- Wert, Jeffry D. Cavalryman of the Lost Cause: A Biography of J.E.B. Stuart. New York: Simon & Schuster, 2008. ISBN 978-0-7432-7819-5.

## Voetnoten
1. ↑  Longacre, p. 265; Eicher, p. 674.
2. ↑  Smith, p. 242; Salmon, p. 283; Starr, p. 107; Thomas, p. 292.
3. ↑  Rhea, pp. 209, 390. Soldaat Huff sneuvelde een maand later in de Slag bij Haw's Shop.
4. ↑  Eicher, p. 674; Salmon, p. 283.